# 高譚 (第二季)
《高譚》第二季（英語：Gotham Season 2）是一部美國犯罪戲劇電視劇，由布魯諾·海勒開發，取材自DC漫畫經典超級英雄作品《蝙蝠俠》，第二季於2015年9月21日在福斯广播公司開播。劇集由DC娛樂、櫻草花山製片公司和華納兄弟電視公司聯合製作，並由布魯諾·海勒、約翰·史蒂芬斯和丹尼·卡農擔任執行製作。
除了前季中的潔達·蘋姬·史密斯、約翰·多曼、維多莉亞·卡塔格納和安德魯·史都華-瓊斯沒有迴歸主演以外，其他主演均於第二季迴歸。而這一季新加入詹姆斯·佛林、潔西卡·盧卡斯和麥克·切克里斯三位演員作為主演。此季內容分為兩個階段，並拆分為上下半季，總共11集的上半季於2015年9月到11月期間播出，剩下的11集下半季於2016年2月到5月期間播出；上下季均有副標題，上半季名叫「罪惡崛起」，下半季名叫「罪惡之怒」

## 角色

第二季主要角色（從左至右）：阿福、萊絲莉、布洛克、瑟琳娜、布魯斯、高登、奧斯華、芭芭拉、尼格瑪、西奧和塔比莎。
缺席：埃森、巴恩斯、丹特、福克斯和布奇

### 主要演員
- 班·麥肯錫 飾演 詹姆斯·高登
- 多納爾·羅格 飾演 哈維·布洛克
- 大衛·馬祖 飾演 布魯斯·韋恩
- 西恩·帕威 飾演 阿福·潘尼沃斯
- 羅賓·羅德·泰勒 飾演 奧斯華·科波特／企鵝人
- 艾琳·理查茲（英语：Erin Richards） 飾演 芭芭拉·基恩
- 卡麥蓉·畢坎多瓦 飾演 瑟琳娜·凱爾
- 柯利·麥克·史密斯 飾演 愛德華·尼格瑪
- 查布萊娜·格瓦拉（英语：Zabryna Guevara） 飾演 莎拉·埃森（英语：Sarah Essen Gordon）
- 詹姆斯·佛林 飾演 西奧·蓋勒文／死亡天使
- 潔西卡·盧卡斯 飾演 塔比莎·蓋勒文（英语：Tigress (DC Comics)）
- 麥克·切克里斯 飾演 奈森尼爾·巴恩斯
- 莫蓮娜·芭卡琳 飾演 萊絲莉·湯普金斯（英语：Leslie Thompkins）
- 尼古拉斯·達格斯托 飾演 哈維·丹特
- 克里斯·查克（英语：Chris Chalk） 飾演 盧修斯·福克斯
- 德鲁·鮑威爾（英语：Drew Powell） 飾演 布奇·吉爾茲

### 常設演員
- 安東尼·卡瑞根（英语：Anthony Carrigan (actor)） 飾演 維克多·薩斯
- 理查德·凱德 飾演 安布利·詹姆斯（英语：List of mayors of Gotham City#Mayors in the comic books）市長
- 卡蘿·肯恩 飾演 葛菈楚德·科波特
- 克萊兒·福利（英语：Clare Foley） 飾演 艾薇·派普
- 卡梅隆·莫納漢 飾演 傑洛姆·瓦勒斯卡
- J·W·科特斯（英语：J.W. Cortes） 飾演 卡洛斯·阿瓦雷茲
- 雀西·史派克 飾演 克莉絲汀·克琳格
- 娜塔莉·艾琳·林德 飾演 希薇·聖克勞（英语：Silver St. Cloud）
- 伊恩·奎蘭（英语：Ian Quinlan） 飾演 卡爾·平克尼
- 榮恩·瑞夫金（英语：Ron Rifkin） 飾演 克瑞爾神父
- 蜜雪兒·溫提米利亞（英语：Michelle Veintimilla） 飾演 布莉姬特·派克／螢火蟲
- 黃榮亮 飾演 雨果·史特蘭奇
- 譚妮亞·平金斯（英语：Tonya Pinkins） 飾演 艾瑟爾·皮博迪
- 奈森·達羅（英语：Nathan Darrow） 飾演 維克多·佛萊斯／急凍人

### 客串演員
- 彼得·蘇科賴瑞（英语：Peter Scolari） 飾演 吉利恩·B·洛布（英语：Gillian B. Loeb）
- 陶德·史塔什維格（英语：Todd Stashwick） 飾演 理查·賽恩尼斯
- 詹姆斯·安德魯·奧康納 飾演 湯米·伯恩斯
- 亞歷克斯·科羅拉多 飾演 蓋博瑞
- 麥可·珀茨（英语：Michael Potts） 飾演 希德·邦德斯洛
- 李奧·費茲派屈克 飾演 喬·派克
- 蜜雪兒·戈麥斯（英语：Michelle Gomez） 飾演 夫人
- 勞爾·卡斯提洛 飾演 愛德華多·費拉明戈（英语：Flamingo (comics)）
- 克莉絲汀·哈格（英语：Kristen Hager） 飾演 諾拉·佛萊斯（英语：Nora Fries）
- 蘿莉·佩蒂（英语：Lori Petty） 飾演 潔莉
- 保羅·魯賓斯 飾演 伊萊亞·范達爾
- 梅琳達·克拉克（英语：Melinda Clarke） 飾演 格蕾絲·范達爾
- 賈斯汀·馬克和凱莉·洛寧 飾演 查爾斯和莎夏·范達爾
- 保羅·皮爾茨（英语：Paul Pilcz） 飾演 桑尼·吉爾茲
- 凱特·佛拉納根 飾演 凱薩琳·門羅
- 布萊恩·麥曼納莫 飾演 巴索·卡羅

### 特別演出
- 湯米·佛拉納根 飾演 刀客
- 麥可·波溫（英语：Michael Bowen (actor)） 飾演 派屈克·「火柴人」·馬龍（英语：List of minor DC Comics characters#Matches Malone）
- 約翰·多曼（英语：John Doman） 飾演 卡麥·法爾康尼
- 潔達·蘋姬·史密斯 飾演 費雪·穆妮（英语：Fish Mooney）

## 集數
| 罪惡崛起（Rise of the Villains） |    |                                              |                  |                                |                |        |      |
| 23 | 1  | 無可奈何… Damned If You Do...                | 丹尼·卡農        | 布魯諾·海勒                    | 2015年9月21日  | 4X6201 | 4.57 |
| 黑幫火拼結束後，高譚市恢復安寧，高登因多次頂撞過同僚和上級而被降職當交警，後來更是在洛布的挑三揀四之下遭革職。為了得到復職，高登去請求如今統一惡勢力的奧斯華幫他，而奧斯華希望高登替他去討一次債作為交換條件。無可奈何的高登找到欠債的黑幫老闆奧格登·巴克，劫走他手頭的現金後，還為了自保而被迫槍殺巴克。心滿意足的奧斯華陪薩斯對洛布進行一番威懾，迫使洛布隔天正式辭去局長職務，而接任局長職位的埃森第一時間將高登複職。殺死過父母的芭芭拉被送進阿卡漢，而裡面的一群由高登逮捕的精神罪犯、包括理查·賽恩尼斯與傑洛姆·瓦勒斯卡馬上就對她產生興趣。但阿卡漢突然發生劫獄，芭芭拉、賽恩尼斯和傑洛姆與其他三名重精神病患被帶走，劫獄主謀西奧·蓋勒文身為市民愛戴的著名慈善家，表示自己需要他們幫忙製造混亂，得以讓他獨攬功勞以建立形象。當中只有賽恩尼斯不願配合，蓋勒文命令他的妹妹兼執行人塔比莎將他當眾殘殺作為警告。布魯斯與阿福在韋恩莊園中花費一個月時間，企圖打開地下密室的密碼鎖，無可奈何之下只能靠做炸彈，並在最後成功將門炸開。打開門後，布魯斯於密室電腦旁找到他父親遺留的信，信中內容是已故湯瑪士·韋恩對兒子布魯斯的歉意及最終遺願 ，交代兒子要尋找屬於他自己的“使命”。               |    |                                              |                  |                                |                |        |      |
| 24 | 2  | 當瘋子來敲門 Knock, Knock                    | 羅布·貝利        | 肯·伍德魯夫                    | 2015年9月28日  | 4X6202 | 4.65 |
| 布魯斯打算打開地下密室裏的電腦系統來探討父親遺留的資料，但阿福卻用鐵錘砸碎系統，覺得為了保護布魯斯而只能湮滅一切危險信息。當布魯斯在一氣之下打算解雇阿福時，後來還是跑去找他道歉，發誓自己會從此跟著他學習如何自保，而阿福也請來當初幫助過布魯斯的盧修斯·福克斯幫忙修復電腦資料。同時，蓋勒文將市長囚禁後開始實施他的計謀，命令由傑洛姆領導的精神病人們組成的「瘋子幫」（Maniax），開始在城市各地放肆並製造混亂。剛上任局長的埃森讓高登指揮逮捕行動，而高登也順利拯救傑洛姆企圖倒油燒毀的一個校車啦啦隊。一名落後而被抓獲的逃犯多普金斯還沒來得及鬆口，則被遠處的塔比莎槍擊身亡。之後，高登注意到芭芭拉故意現身在警局，追出去後被瘋子幫中的壯男打個半死，傑洛姆趁機闖入警察局大肆屠殺，九名警察全部喪生，而尼格瑪也為了救克莉絲汀而受傷。埃森在寧死不屈、頑強抵抗下被傑洛姆嚴重刺傷腹部，最後在高登趕回來後傷重不治，臨死之際將使命交付給高登，慘劇的發生迫使布洛克重裝上陣回歸警局。此刻，新聞放出傑洛姆在屠殺過程中的自錄像，癲狂的他大聲呼籲城市中無論是罪犯還是市民，都可以“放飛自我”並立即加入他的行列，聲言大混亂才剛剛開始……                                                                |    |                                              |                  |                                |                |        |      |
| 25 | 3  | 含笑而終 The Last Laugh                      | 伊苟·伊苟森      | 約翰·史蒂芬斯                  | 2015年10月5日  | 4X6203 | 4.33 |
| 大屠殺重創警察士氣，高登與布洛克開始不擇手段地尋找傑洛姆的下落，靠順藤摸瓜找到傑洛姆留在城市裡的父親保羅·希瑟羅，但到達他的公寓後發現他早已被殺害。高登因為無處可查而本想再次低頭去求奧斯華，但布洛克代替他拜訪奧斯華，威脅他不准再一次脅迫高登。與此同時，蓋勒文在計畫下一步行動時，對芭芭拉講述他的祖輩曾經是高譚市的創始者家族之一，然而卻受到背叛而被逐出名門，如今自己回歸高譚就是為了替家族重振旗鼓。萊絲莉舉辦一場為兒童醫院募捐的慈善晚宴，而布魯斯、阿福、與偷溜進來的瑟琳娜均盛裝出席。但在魔術表演進行時，偽裝成魔術師與助手的傑洛姆與芭芭拉，當眾殺死副市長後劫持整個會場，蓋勒文按照原定計劃挺身而出試圖制止暴行，在所有人質面前與電視直播中塑造起自己的英雄形象。高登暗中潛入會場等待時機，和阿福合作掏出武器反擊，但傑洛姆卻劫布魯斯當擋箭牌。然而，一心想獨攬功勞的蓋勒文將傑洛姆刺喉致死，芭芭拉則用魔術機關逃跑；蓋勒文也因為英勇舉動而開始受到民眾吹捧。隨著傑洛姆的死，他的狂笑暴行看似告終，但他的存在反而影響到城市不少罪犯、市民、甚至小孩，導致他們開始將他視為「典範」，剛好應驗希瑟羅死前對他算出的“詛咒”預言。                                                    |    |                                              |                  |                                |                |        |      |
| 26 | 4  | 反黑行動 Strike Force                        | 提傑·史考特      | 丹尼·卡農                      | 2015年10月12日 | 4X6204 | 4.17 |
| 從美國海軍陸戰隊退伍的前軍人奈森尼爾·巴恩斯作為警局新上任的警監，上任首日就以強悍氣勢來給所有警察一個下馬威，以掌握的資料開除所有腐敗警察，還將高登提拔為副手，發誓會讓城市再度敬畏法律與秩序。巴恩斯與高登共同來到警察學院招募幾名成績較好、家世清白的新人，合作組建「反黑突擊隊」來清理城市的惡勢力。與此同時，高譚市開始選舉下一任市長時，身為候選人之一的蓋勒文找上奧斯華來幫他清除競爭對手，在其打算拒絕時通過綁架他的母親葛菈楚德來威脅。奧斯華因為無從選擇下而殺害第一候選人，派薩斯去殺第二候選人時剛好被突擊隊阻撓而失敗。瑟琳娜來到布魯斯的學校門口打算找他時，阿福看不慣她當初殺害瑞吉，通過打她一巴掌來警告她不准與布魯斯再有來往。布魯斯親自會面蓋勒文，借此感謝他的救命之恩，也在他的介紹下結識他的美麗外甥女希薇·聖克勞德。尼格瑪在自己的“內在人格”強求下終於鼓起勇氣約克莉絲汀吃晚餐，並在當天晚上終於與她敞開心胸，和她正式交往。奧斯華自從被迫殺人、以及母親下落不明等重重打擊下開始變得憔悴，也命令布奇暗中尋找自己母親的下落。由於奧斯華近期對市長選舉做出的威脅，巴恩斯回到警察局對突擊隊全員宣佈，奧斯華是他們的下一個打擊目標。                                       |    |                                              |                  |                                |                |        |      |
| 27 | 5  | 不共戴天 Scarification                       | 比爾·伊苟斯      | 喬丹·哈柏                      | 2015年10月19日 | 4X6205 | 4.19 |
| 奧斯華奉蓋勒文的要求去燒毀韋恩企業名下的幾棟建築，布奇高價僱用專業縱火狂「派克三兄弟」。首領喬·派克準備材料時不巧損失一個重要人手，便強制他身材嬌小的妹妹布莉姬特代替工作，而布莉姬特燒毀首要目標時，按照要求拿走保險箱中的一把韋恩家族祖傳古董刀。奧斯華找來古董專家勘驗刀的來歷，得知這把刀於十九世紀時，在創立都市五大家族中的韋恩與杜馬家族之間撂下過極深的世仇，源於杜馬家族祖先迦勒覬覦韋恩家族祖先強納森的妹妹瑟蘭絲汀，與她偷情而被強行灌上強姦罪，最後被強納森本人用刀截下右手臂。作為懲處，迦勒等所有杜馬家族成員被奪去財富和地位且流放至海外，豐功偉業也從城市歷史中抹除，從此便姓氏改為「蓋勒文」。奧斯華由此得知蓋勒文兄妹的由來，並從這段黑歷史獲得靈感，命令布奇去蓋勒文一方臥底來借機救出母親，為了增加真實性而砍下布奇的左手。這時，布莉姬特身穿自己縫製的防火服去燒毀最後一棟樓時，剛好被高登與突擊隊逮到，在拒捕下燒傷一名突擊隊員後脫逃。第二天，被燒傷的隊員宣告不治，這也迫使高登決定親自為蓋勒文的市長選舉背書。當晚，蓋勒文回去後重遇服侍自己家族的克瑞爾神父，得知其他教徒也即將前來，準備對韋恩家族的繼承人布魯斯進行復仇。                                        |    |                                              |                  |                                |                |        |      |
| 28 | 6  | 飛蛾撲火 By Fire                             | 提傑·史考特      | 蕾貝卡·佩芮·卡特               | 2015年10月26日 | 4X6206 | 4.32 |
| 布莉姬特在瑟琳娜的幫助下打算逃離城市，卻再度被喬和凱爾抓回去虐待，布莉姬特最後再也忍無可忍，拿起噴火器將喬和凱爾燒成焦屍，對此不安的瑟琳娜希望高登去阻止她。斷手的布奇得到蓋勒文的信任，在打探到奧斯華母親的位置後不慎被蓋勒文和塔比莎發現，最後在嚴刑逼供下還是趁機逃回去，與奧斯華報告後準備好去救他的母親。尼格瑪與克莉絲汀開始越走越近時，克莉絲汀由於還是對自己前男友多爾蒂的事情耿耿於懷，尼格瑪為了讓她安心，坦誠自己為保護她而殺害多爾蒂的實情。克莉絲汀因此對尼格瑪產生恐慌而打算大喊救命，而尼格瑪在拼命解釋下無意間不慎將她掐死，最後只能抱著她的遺體痛哭。布魯斯受到希薇的邀請而與蓋勒文和塔比莎一起共進晚餐，也與蓋勒文達成共識，決定一起合作來肅清韋恩企業中所有的非法生意。獨當一面的布莉姬特來到一家妓女拍賣會，釋放所有遭囚禁的女孩們，並放火燒死所有買家，出去時被高登和眾警察對峙。即便在高登奮力勸阻，布莉姬特還是選擇一意孤行，卻因噴火器漏油而玩火自焚，最後緊急送醫後被醫院宣告不治。痛失朋友的瑟琳娜泣不成聲，然而布莉姬特其實因身穿防火服而撿回一命，但身體幾近全部燒傷的她，被秘密送至韋恩企業名下的一座地下科學實驗室「印第安山」（Indian Hill）。                           |    |                                              |                  |                                |                |        |      |
| 29 | 7  | 媽咪的小怪物 Mommy's Little Monster          | 肯尼斯·芬克      | 羅伯特·胡爾                    | 2015年11月2日  | 4X6207 | 4.27 |
| 奧斯華在布奇的帶領下來到碼頭倉庫找到他的母親，卻不慎掉進蓋勒文的陷阱，他們早已將布奇解除洗腦而讓他恢復正常並背叛奧斯華。為此，奧斯華的母親被塔比莎一刀刺死，奧斯華在抱著母親屍體痛哭時，拿刀劃傷蓋勒文的脖子後破窗而逃。第二天，蓋勒文在市長選舉壓倒性的投票率下成功當選市長，親自來到警察局希望巴恩斯能夠協助逮捕奧斯華。高登和布洛克找到獨自在外拉幫結派的布奇，布奇只能將蓋勒文的所作所為如實對高登供出；誰知一物降一物，薩斯率軍前來抓捕布奇時，而高登與布洛克將他逼退後，發現布奇已經切斷假手、脫離手銬逃跑。夜晚，奧斯華領軍突襲蓋勒文舉辦的選舉慶祝派對，高登打算將蓋勒文帶離時，奧斯華試圖解釋蓋勒文的真面目。就在兩人相持不下時，塔比莎用狙擊槍打傷奧斯華的肩膀而使得他逃跑。高登自從聽過布奇和奧斯華的相同供詞後，開始懷疑蓋勒文才是近期一切案情的真正主謀。另一方面，布魯斯和希薇一對小情侶開始越走越近，瑟琳娜來到宅邸看清希薇的狐狸真面目後，試圖警告布魯斯卻不被他接受。同時，尼格瑪自從誤殺戀人克莉絲汀之後，精神狀況開始惡化，被自己的內在人格引導下找回屍體後，最後在兩個人格正式合二為一後開始毀屍滅跡。                                                                   |    |                                              |                  |                                |                |        |      |
| 30 | 8  | 決勝前夕 Tonight's the Night                 | 傑佛瑞·亨特      | 吉姆·巴恩斯                    | 2015年11月9日  | 4X6208 | 4.11 |
| 由於高登已經開始著手調查蓋勒文家族的陰謀，使蓋勒文決定提早行動，派遣芭芭拉前去暗殺高登。芭芭拉大搖大擺走進警察局，高登認為她是唯一知道蓋勒文陰謀的證人，於是決定偏向虎山行來實施套話，卻被芭芭拉引入陷阱後遭到擒拿。高登被帶到高譚大教堂，芭芭拉換上婚禮白裙來到高登面前時，將綁架過來的萊絲莉推到他的面前，三個人開始坐在教堂中見證時刻。當布洛克從芭芭拉的證詞中發現地點後，帶領著突擊隊攻進教堂中，芭芭拉逃到教堂頂樓窗戶後打算襲擊高登，卻不慎跌出窗外，所幸被樹木接住而保住一命。最後，摔成重傷的芭芭拉被送醫治療，高登將自己套取的情報報告給巴恩斯後，集體救出被囚禁數日的安布利·詹姆斯市長。同時，蓋勒文將布魯斯傳喚過來商討：如果將韋恩企業的經營權無條件地讓給他，他就會全面提供當初射殺韋恩夫婦的殺手資料，而布魯斯也在誘惑下本來決定答應蓋勒文的要求，但在上交合同時還是捉摸不定而改變主意。高登與眾警察此時帶隊進來以綁架市長的罪名逮捕蓋勒文，但蓋勒文卻在被捕前，將裝有韋恩夫婦殺手資料的文件扔進火中燒成灰，這也為布魯斯留下無盡遺憾。同時，尼格瑪打算將克莉絲汀的屍體偷偷埋葬時，意外遇見中槍受傷而躲在森林中的奧斯華…                                                       |    |                                              |                  |                                |                |        |      |
| 31 | 9  | 難以下嚥的苦果 A Bitter Pill to Swallow      | 路易斯·蕭·米利托 | 梅根·摩絲汀-布朗               | 2015年11月16日 | 4X6209 | 4.35 |
| 塔比莎對逮捕哥哥、弄傷芭芭拉的高登懷恨在心，便來到城市規模最大的殺手俱樂部，花大價錢雇最好的殺手去刺殺他。當天身在蓋勒文頂層公寓裏搜集證據的高登、巴恩斯、以及新進女警帕克絲，因此遭到多個職業殺手的連續襲擊。高登盡全力將殺手們殲滅後，巴恩斯的腿遭刺傷而無法行動，坐下來等待增援時開始對高登近來的失控行為做出評論。殺手俱樂部金主「夫人」不甘心失敗之下，派出她的最後王牌愛德華多·費拉明戈，其單槍匹馬就殲滅前來支援的警隊，高登冒險到一樓與費拉明戈決一死戰，將他打倒後用槍堵住他大言不慚的嘴，本想下手卻還是選擇饒他一命、將他拘捕歸案。高登命令帕克絲將費拉明戈帶回警察局，剛回家和萊絲莉團聚不久後卻傳來噩耗，費拉明戈被關起來之前用尖牙將帕克絲活活咬死。期間，布魯斯為了探聽希薇所知道的關於殺死自己父母的殺手資料時，不顧阿福的警告企圖偷溜出去，瑟琳娜跑過來聲言自己可以證明希薇的一切。與此同時，奧斯華被尼格瑪所救後，因為痛失母親而陷入低潮，但在尼格瑪的一番言論下，奧斯華慢慢開始走出陰影而決定與他達成共識。當天晚上，服侍蓋勒文家族的聖杜馬教團教徒們遠渡重洋返回高譚市，在克瑞爾神父的迎接下，準備實施籌畫兩百年的復仇。                                                  |    |                                              |                  |                                |                |        |      |
| 32 | 10 | 高譚之子 The Son of Gotham                   | 羅布·貝利        | 約翰·史蒂芬斯                  | 2015年11月23日 | 4X6210 | 4.00 |
| 布魯斯在瑟琳娜的告知下發現希薇的真面目，但為了問清楚關於蓋勒文手上所擁有的殺害自己父母兇手的資料，於是決定與瑟琳娜暗中設局，雇用人稱「刀客」的職業殺手，上演綁架戲碼來向希薇套話。希薇最終供出殺死韋恩夫婦的兇手是一個名叫「M·馬龍」的人，布魯斯和瑟琳娜得到所要資訊後，向刀客付完酬金、扔下希薇遠去。由於布魯斯失去蹤影，阿福來到蓋勒文的頂層公寓中查看，但也剛好與回來拿刀的塔比莎正面交鋒，最後只能帶著傷逃跑。同時，聖杜馬教團的教徒們蒞臨城市後，首先綁架、刺殺八個街頭混混，之後血洗他們祖輩原先的教堂；其如今變成一個按摩中心。高登與布洛克在追查他們時找到他們位於下水道的祭獻台，並抓到其中一個信徒後，得知他們將最後一個目標人物稱為「高譚之子」。下午，蓋勒文移送法庭審訊時，前市長詹姆斯似乎受威脅而突然改變證詞，改口稱蓋勒文沒有參與他的綁架，使得蓋勒文被當庭釋放。蓋勒文剛一釋放就收買兩名警察劫走高登，供述自己的家世以及真正目的，最後展現出深藏不露的武術將高登輕易打倒，而高登在即將被殺之下還是被奧斯華救走。後來，布魯斯送走瑟琳娜後獨自回宅邸時，蓋勒文走進來將布魯斯抓走，準備將布魯斯作為“淨化”高譚市的最後祭獻者。                                                 |    |                                              |                  |                                |                |        |      |
| 33 | 11 | 罪上加罪 Worse Than a Crime                  | 傑佛瑞·亨特      | 布魯諾·海勒                    | 2015年11月30日 | 4X6211 | 4.51 |
| 高登被奧斯華救回尼格瑪住處，醒後得知他因為公然在法庭上毆打嫌犯、肇事逃逸而被巴恩斯列為通緝，因此勉強決定和奧斯華聯手對付蓋勒文。萊絲莉趕到後本想用自己懷孕的事情說服他一起離開城市，但高登還是決定留下來作戰。福克斯發現布魯斯失蹤後跑去報案，遭追殺的阿福因為搶車而被逮捕進警局，布洛克瞭解狀況後帶他們倆和高登會面，所有人全副武裝準備前去拯救布魯斯，而瑟琳娜也加入行列。布魯斯遭囚禁等待血祭儀式時，希薇原本受令再次以虛情假意欺騙他，但後來發現自己已經愛上布魯斯而無法下手。在午夜的血祭儀式上，希薇大喊一聲“住手”而挽救布魯斯一命，高登一行人在第一時間冲進來，殲滅克瑞爾神父與其他教徒。蓋勒文回頂樓拿出兩個僅有的降落傘準備跳樓逃亡，走前準備殺死屢次違抗他的希薇，塔比莎為此再也無法容忍，背叛哥哥後帶著希薇一起搭降落傘跳樓溜之大吉。全軍覆沒的蓋勒文被高登抓獲，但奧斯華表示如依法逮捕他絕對會縱虎歸山。高登深思熟慮後做出決定，與奧斯華聯手將蓋勒文帶到碼頭邊，奧斯華以報殺母之仇而對蓋勒文進行棒打，最後由高登將他槍斃身亡，兩人均了結心頭之恨後分道揚鑣，高登回到萊絲莉身邊團聚。蓋勒文的遺體被尋獲後，被驗屍官送至印第安山實驗室，作為“其中一個”人體實驗品。                 |    |                                              |                  |                                |                |        |      |
| 罪惡之怒（Wrath of the Villains） |    |                                              |                  |                                |                |        |      |
| 34 | 12 | 急凍人 Mr. Freeze                            | 尼克·寇帕斯      | 肯·伍德魯夫                    | 2016年2月29日  | 4X6212 | 4.12 |
| 蓋勒文死後，高登在丹特和巴恩斯舉行的聽證會上否認自己牽扯案情後得到複職，獨自背負罪名的奧斯華在眾叛親離下，被警察抓獲後關進阿卡漢，巴恩斯也因為兩者證詞相同而姑且重新相信高登。在城市裡，一名冷凍工程師維克多·佛萊斯為了拯救身患絕症的妻子諾拉，計畫將她的肉身保持冰凍狀態，藉以阻止她身體中的病症繼續擴散；但他為了極力尋找能將冷凍對象解凍復甦的方法，不惜通過到處綁架市民去做實驗。一天，諾拉的病情惡化，佛萊斯來到一家藥店為她拿藥，但藥店老闆的態度極為惡劣，因此將他凍成冰雕帶回去。高登和布洛克通過諾拉的藥瓶而追到他家住址時，獨自在家的諾拉也剛好發現丈夫在地下室所進行的實驗。因此，諾拉被帶回警局審訊，佛萊斯為了救她而跑到警局剛想自首，但原本被他凍成冰雕的藥店老闆剛好奇跡般地解凍復甦，走出停屍間至眾人面前。目睹該實驗藥劑成功的佛萊斯看到希望，準備計劃救回諾拉。奧斯華在關押期間仍然走不出痛失母親的陰影，病院神秘主管雨果·史特蘭奇為他安排一系列極端精神治療後，搭電梯來到位於病院地下的印第安山實驗室。他和助手皮博迪視察其他實驗對象的情況後，讀到關於佛萊斯的報導後開始對他產生興趣，得知媒體已經將他稱為「急凍人」。                                                   |    |                                              |                  |                                |                |        |      |
| 35 | 13 | 冰冷之軀 A Dead Man Feels No Cold            | 伊苟·伊苟森      | 賽斯·波士頓                    | 2016年3月7日   | 4X6213 | 4.54 |
| 佛萊斯闖進艾斯化工廠偷走兩大罐液氦作為武器供源，巴恩斯提議利用諾拉作為誘餌將他引出來，於是將她送至易守難攻的阿卡漢精神病院看護。奧斯華在關押期間，每天都遭受雨果所安排的電擊精神治療，高登看到他的慘狀卻選擇無動於衷。不久，佛萊斯身穿高級防凍服攻進病院中尋找諾拉，雨果暗中將警察困住後和佛萊斯做一筆交易，佛萊斯照他的指示留下一罐實驗成功的冷凍劑後救走諾拉，但也順便劫走萊絲莉作為幫手。另一方面，布魯斯自從死裏逃生後，開始執迷於尋找殺害父母的馬龍，當阿福得到馬龍的資料後，布魯斯決定殺死他來為父母報仇。這時，佛萊斯將諾拉帶回自家地下室而準備對她實施冷凍，但諾拉基於丈夫為自己而殺人的愧疚，欣然選擇接受死亡，於是偷偷將冷凍槍上的藥劑掉包後，遭到冰凍時因為錯誤藥劑導致她的肉身粉碎而亡。陷入崩潰的佛萊斯將萊絲莉放走，最後也選擇通過對他自己灌輸冷凍氣體來自盡。然而，佛萊斯因為和冷凍實驗接觸過久，身體細胞產生變化之下奇跡倖存，以冰冷之軀的全新形象從印第安山實驗室中蘇醒。佛萊斯發現他的身體從此只能在零下低溫的環境中生存，在外監察他的雨果希望他們往後能一起合作；而在隔壁的儲藏庫裡還存有包含蓋勒文在內的幾十具死人遺體，集體被佛萊斯提供的配方完整冷藏。                 |    |                                              |                  |                                |                |        |      |
| 36 | 14 | 初生牛犢不怕虎 This Ball of Mud and Meanness | 約翰·貝林        | 喬丹·哈柏                      | 2016年3月14日  | 4X6214 | 4.01 |
| 布魯斯從瑟琳娜手中得到一把手槍後，和阿福一起走上街頭去尋找馬龍，阿福被迫在地下拳擊場打贏一場拳賽才套取到信息，但也因此傷重而送醫。布魯斯於是獨自前去復仇，來到地下歌舞俱樂部見到唯一知道馬龍下落的女歌手潔莉。潔莉因為賞識布魯斯的膽識而給他馬龍的住處，但這時高登因為聽到消息而跑過來打算阻止他；潔莉通過演唱阻攔高登，才讓布魯斯成功逃跑。不久，布魯斯到達目的地後見到派屈克·馬龍，人稱「火柴人」的職業殺手，通過他身上的服侍、以及他招供的說詞，證實他就是殺害父母的真兇。當布魯斯對自己人生最大仇人舉起槍時，馬龍因為一輩子做太多虧心事而坐在布魯斯面前敬酒求死，但布魯斯在猶豫不決之下，最後還是選擇饒過他而放下槍走出去。但沒多久，馬龍拿起布魯斯的槍飲彈自盡。事情之後，布魯斯大受感悟下決定離家出走，為阿福留下告別信後，與瑟琳娜一起走向城市的大街小巷，去探討真正的犯罪世界。與此同時，萊絲莉發現克莉絲汀久未露面，因此委託高登調查她的下落，為之恐慌的尼格瑪為了防止高登繼續追查克莉絲汀的案子，決定和他進行一場鬥智。另一邊，奧斯華經歷多個精神治療後，幾乎根除內心的所有暴力心理，最後被雨果簽發釋放令而走出阿卡漢大門。                                                        |    |                                              |                  |                                |                |        |      |
| 37 | 15 | 畫作之謎 Mad Grey Dawn                       | 尼克·寇帕斯      | 羅伯特·胡爾                    | 2016年3月21日  | 4X6215 | 3.89 |
| 尼格瑪以匿名證人方式致電警局內務部檢舉高登謀殺蓋勒文，使內務部決定重啟調查，隨後來到高譚美術館盜走一幅描繪鐵路爆炸事件的畫作，留下綠色問號作為線索。負責調查此案的高登與布洛克追查到中央火車站時，跟著記號化解一場炸彈襲擊。另一方面，布魯斯與瑟琳娜藉助艾薇培育的迷幻蘑菇試圖從布奇的侄子桑尼手中搶錢，由於兩人不慎被抓到，布魯斯忍受一頓痛打後成功和瑟琳娜捲款逃跑。煥然一新的奧斯華來到自己母親墓前探望時，卻巧遇母親生前的愛人伊萊亞·范達爾。伊萊亞通過奧斯華的姓氏，發現他是自己與葛菈楚德的親生兒子，於是將奧斯華收留至自己的豪門家庭中，讓他與自己的現任妻子葛蕾絲和兩個養子莎夏與查爾斯一起生活。尼格瑪利用高登在火車站撬開炸彈櫃且扣為證物的鐵撬，殺害突擊隊警察卡爾·平克尼，在現場留下他事先偽造的匿名證人聲明，上面留下過平克尼的簽名，進而將兩幢死案全部推到高登身上。一無所知的高登被尼格瑪的假鑑識報告騙到平克尼的死亡現場，被後來趕到的巴恩斯當成現行犯，心慌意亂又鐵證如山的高登受內疚驅使而自願擔下罪名，被巴恩斯逮捕後判處四十年徒刑，忍痛和萊絲莉告別後關入黑門監獄，但布洛克保證自己會持續調查是誰陷害他。在阿卡漢，昏迷中的芭芭拉隱隱約約聽到高登被捕的新聞後恢復意識。 |    |                                              |                  |                                |                |        |      |
| 38 | 16 | 囚徒 Prisoners                               | 史考特·懷特      | 丹尼·卡農                      | 2016年3月28日  | 4X6216 | 3.80 |
| 從英雄警察淪為阶下囚徒的高登，背負著莫須有的罪名在黑門監獄度過一段時間的牢獄生活，每天都朝思暮想著能夠和萊絲莉團圓，後來卻從布洛克口中得知萊絲莉流產、搬到南方隱居的噩耗。不久，高登被腐敗監獄長卡森·格雷解除保護性監禁，轉移至關押著上百個兇狠罪犯的區域，裡面一部分罪犯則是仇視著當過警察的高登，而暗中和前警察局長洛布有勾結的卡森，買通一名犯人去刺殺高登。布洛克在此期間四處奔走，想盡辦法打算幫高登洗脫罪名，最後在無計可施之下只能低頭去求助昔日的黑幫老闆卡麥·法爾康尼。法爾康尼答應幫忙後暗中串通自己在監獄裏的線人，夜間將高登藉由道具刺數刀、假造死亡後被布洛克暗中移送出監獄，而高登在走前也將一名曾經幫助過自己、被毆打致重傷的小夥龐克一起救出去。高登逃出生天後先對法爾康尼表示感謝，但回頭一看卻發現龐克已經傷重死亡，在悲憤下決心去見萊絲莉之前，先重返高譚市洗刷冤屈。另一方面，伊萊亞由於身患绝症而时日不长，計畫將自己的龐大遺產全部留給兒子奧斯華，但覬覦遺產的葛蕾絲、莎夏與查爾斯，暗中往酒中下毒企圖謀殺奧斯華以爭奪遺產。誰知事與願違，伊萊亞先喝下酒而慘遭毒死，奧斯華只能再一次抱著死去的親人痛哭。                                                               |    |                                              |                  |                                |                |        |      |
| 39 | 17 | 走進森林 Into the Woods                      | 歐茲·史考特      | 蕾貝卡·佩芮·卡特               | 2016年4月11日  | 4X6217 | 3.71 |
| 高登查到陷害自己的匿名證人實為在職警察，找上尼格瑪幫忙解析匿名證人電話記錄的錄音帶，最後發現記錄中的咕咕鐘聲與尼格瑪家的完全相同，因此發現尼格瑪就是陷害自己的人。高登剛想抓捕他卻被電昏，隱隱約約聽到他出此下策是為掩蓋克莉絲汀的死亡，僥倖逃跑後被游走街頭的布魯斯和瑟琳娜營救。布魯斯將高登帶回韋恩莊園治療，高登為了找出確鑿證據而決定為尼格瑪設下陷阱，讓瑟琳娜跑到警局謊稱高登去找企鵝人打探“屍體”位置。做賊心虛的尼格瑪跑回森林中準備挖出並轉移克莉絲汀的屍體，但尾隨他後面的高登、布洛克、巴恩斯與眾警察趕到後抓到他的現行，使尼格瑪被逮捕並以多項重罪關進阿卡漢。自從父親逝世後，奧斯華在家中遭受葛蕾絲、莎夏與查爾斯的無情對待。但他無意間找到她們三人聯手毒死伊萊亞的毒酒，怒火沖天之下恢復過去的殘暴天性，偷偷將莎夏與查爾斯宰殺做成餐桌上的烤肉，誘騙葛蕾絲吃下去後揭發所有的一切，最後一刀將她殘殺以報殺父之仇。同時，布魯斯得知地下洞磁盤已經修復完成後，為了重操舊業而只能和瑟琳娜分開而搬回家。恢復自由之身的高登謝絕複職的機會，巴恩斯為了賠罪而給他萊絲莉的電話，高登事後想打卻還是沒臉和她通話。這時，從阿卡漢康復出院的芭芭拉來到高登的面前…                            |    |                                              |                  |                                |                |        |      |
| 40 | 18 | 松林農場 Pinewood                            | 約翰·史蒂芬斯    | 羅伯特·胡爾 & 梅根·摩絲汀-布朗 | 2016年4月18日  | 4X6218 | 3.72 |
| 芭芭拉想方設法向高登證明自己已經洗心革面，甚至幫助他得到韋恩夫婦謀殺案的重要情報，但高登無論如何都不肯接受她，芭芭拉在受委屈之下只能回去找塔比莎住在一起。同時，布魯斯找到一名曾經和自己父親有過聯繫的女子凱倫·詹寧斯，到她的住處後卻驚訝地發現，她的左手為野獸的利爪。凱倫解釋自己是韋恩企業旗下的一個秘密生物工程項目的實驗品，在布魯斯的要求下將他們帶回自己當初被改造的地點，一個代號為「松林農場」的科學實驗室。三個人進入實驗室調查時受到襲擊，跑出去後被警察抓獲。凱倫因為有案底而即將送回黑門監獄，高登將自己掌握到的證據告訴布魯斯，說雇用馬龍的幕後黑手是一位外號叫「哲學家」的神秘人士。三個人當晚合作劫下運送凱倫的囚車，打算靠她來到指認哲學家的身份，但身穿冷凍戰甲的佛萊斯突然在半路上截住他們，凱倫對布魯斯表示謝意後自我犧牲，被佛萊斯以冷凍方式殺害並粉碎肉身。布魯斯逃回去為此陷入悲痛，高登決定留下來和他一同作戰，但福克斯跑過來展示他父親生前的一張新聞照，所有人發現照片裏外號為哲學家的人是雨果·史特蘭奇。與此同時，在幕後安排一切的雨果，通過夜以繼日的實驗，終於迎來起死回生項目的首個成功作品：西奧·蓋勒文。                                                      |    |                                              |                  |                                |                |        |      |
| 41 | 19 | 死亡天使 Azrael                              | 賴瑞莎·康德拉基  | 吉姆·巴恩斯 & 肯·伍德魯夫      | 2016年5月2日   | 4X6219 | 3.59 |
| 蓋勒文自從死而復生之後，因為腦細胞受損而出現嚴重妄想與瘋狂的症狀，不停地背誦著記憶碎片中一本聖杜馬教團的歷史教義中的詩句。在外觀看一切的雨果決定順流而上，為蓋勒文灌輸一系列理念後，將他塑造成一個中世紀時服侍聖杜馬教團的刺客兼守護者「死亡天使」。由於高登開始著手調查松林農場的內幕，雨果釋出死亡天使前去刺殺高登，當高登把掌握的一切資訊彙報給巴恩斯時，巴恩斯覺得太過荒謬而不相信。這時，身穿中世紀鎧甲、手持利劍的死亡天使來到他們面前，高登雖然與巴恩斯聯手將他打跑，但巴恩斯還是以先前的劫囚罪將高登關進警局牢房，順便作為保護性監禁。不久，死亡天使將警察局斷電後破窗而入，殺死所有警察後跑到頂樓與巴恩斯對打，巴恩斯順勢打掉他的面具，卻發現他的身份是已故的蓋勒文，巴恩斯在大為吃驚下被一劍刺傷，高登拿起散彈槍將他轟下樓。死亡天使掉落在一輛警車上方，以蓋勒文的面孔出現在各大媒體面前後消失無蹤，而坐在電視機前的布魯斯、奧斯華、布奇與塔比莎也為此大吃一驚。傷勢嚴重的巴恩斯被緊急送醫，高登在死亡天使於橋上的注視下離開警局。依然被關在阿卡漢的尼格瑪，通過科學手段發現通往地下實驗室的秘密通道，卻只被裏面所囚禁的各個“恐怖實驗作品”感到震驚。                               |    |                                              |                  |                                |                |        |      |
| 42 | 20 | 猛獸出籠 Unleashed                           | 保羅·愛德華茲    | 丹尼·卡農                      | 2016年5月9日   | 4X6220 | 3.67 |
| 死亡天使仍然逃亡在外，布洛克帶隊前去阿卡漢調查時，發現雨果早已將所有重要文件全部切碎銷毀。在警察苦無證據下，高登與布洛克決定私下調查，跑去找塔比莎問清楚關於死亡天使的歷史。當高登、布洛克與塔比莎來到高譚公墓時，打開自己祖父的墓穴後找到杜馬家族幾百年前傳承下來的古劍，但誰知蓋勒文突然現身搶走劍。塔比莎試圖讓蓋勒文恢復記憶，卻適得其反而讓蓋勒文回憶起當初要血祭布魯斯的經歷，而蓋勒文於是刺傷塔比莎後揚長而去。與此同時，布魯斯找到瑟琳娜，打算說服她幫助自己去調查阿卡漢，聲言之前被火燒傷的布莉姬特·派克也會在那裡，瑟琳娜在感到震驚下決定親自前去救她。同時，塔比莎送醫治療時，布奇仍然守在她身邊哭泣，奧斯華突然回來說服他一同前去解決後患。夜晚，蓋勒文闖進韋恩莊園決定完成使命，阿福被打傷、布魯斯也即將被殺，高登趕到後對他“再度”打中數槍卻還是沒把他擊倒。這時，奧斯華和布奇於千鈞一髮之際趕到，用火箭筒將蓋勒文粉身碎骨，徹底終結他的罪惡一生。這時，瑟琳娜獨自一人潛入阿卡漢，巧遇尼格瑪後藉由他找到通往地下實驗室的電梯，在裏面遇上手持噴火器的布莉姬特。瑟琳娜喊出她的名字，卻發現她不但面目全非、喪失記憶，甚至將她自己叫作「螢火蟲」。                                  |    |                                              |                  |                                |                |        |      |
| 43 | 21 | 罪惡軍團 A Legion of Horribles               | 羅布·貝利        | 喬丹·哈柏                      | 2016年5月16日  | 4X6221 | 3.84 |
| 瑟琳娜想辦法制伏布莉姬特，卻發現自己無處可逃的情況下，只能和布莉姬特配合演戲以爭取時間。雨果以同樣技術復活多數死者，全部將其塑造成沒有思維的「怪獸人」；而當他復活當初墜河身亡的黑幫大姐頭費雪·穆妮時，卻發現她竟留有原來的記憶、人格和情緒，雨果稱她是一個完美實驗品。但不為人知的是，穆妮似乎在實驗藥物中遺傳到一些墨魚基因，得到能夠通過身體觸碰來操縱其他人的超能力。布魯斯發現瑟琳娜沒有回來後只能親自前往阿卡漢救她，暗中讓福克斯和高登潛入病院內部尋找通往實驗室的暗門。當布魯斯和雨果首次坐下來會談時，雨果本希望布魯斯不要再深入調查，在布魯斯執意要繼續向前後，雨果下令將他們三個全部抓獲。之後，一個帶著假面的神秘女性突然聯絡雨果，聲言「組織」對他的表現與實驗成果相當不滿；當雨果將復活成功的穆妮上報後，組織派他調查布魯斯一行人知情程度以及開始地下實驗室的撤離工作。阿福發現布魯斯沒回應後跑去找布洛克求助，布洛克於是派遣突擊隊前去阿卡漢救援。尼格瑪得到一次“面試”機會而負責審問布魯斯和福克斯，雨果為了趕走警察而試用一位剛復活的過世演員巴索·卡羅，通過記錄高登的臉型，再將巴索能夠自由伸縮變形的臉龐，將其成功複製成高登來冒充其身份。                                 |    |                                              |                  |                                |                |        |      |
| 44 | 22 | 峰迴路轉 Transference                        | 伊苟·伊苟森      | 布魯諾·海勒                    | 2016年5月23日  | 4X6222 | 3.62 |
| 巴索靠冒充高登走出病院讓警隊撤退，雨果確認高登和布魯斯都不知情組織的事情後，將所有剛復活的實驗對象送上巴士轉移至別處機構。期間，穆妮用觸摸操縱住皮博迪與部分保全，迫使雨果啟動足以摧毀方圓幾英里的自爆裝置。當時為奧斯華到警局打探消息的芭芭拉識破眾人面前的高登是假冒，布洛克發現中計後帶隊趕回阿卡漢。雨果準備撤退前，瑟琳娜故意挑撥而挑起佛萊斯和布莉姬特之間內鬥，趁機救出高登、布魯斯與福克斯。由於地下實驗室留有未撤空的大量核原料，在雨果不肯下去送死後，高登只能與福克斯親自下去設法解除裝置，在不知所措的情況下，被雨果打昏在裝置旁的皮博迪暗示水後，高登通過倒水破壞計時器而使倒數停止。布洛克隨後趕到破獲實驗室，雨果和皮博迪遭到收押，高登決定暫時離開城市找萊絲莉重歸於好，布魯斯也決定開始調查雨果幕後的神秘組織。另一方面，穆妮開走運送實驗對象的巴士逃亡至高架橋下時，前來找雨果算舊帳的奧斯華與布奇合作在橋下劫住巴士。當穆妮現身至他們倆面前時，奧斯華被她觸摸一下後昏倒在地，布奇則是落荒而逃。現場人去樓空後，街上一位收垃圾的老婦人聽見車中傳出喊聲，於是走上前打開車門，不慎將車中所有實驗對象開籠釋放出來、散至大街小巷，當中包含一名長相跟布魯斯完全一樣的神秘少年。 |    |                                              |                  |                                |                |        |      |

## 收視
| 總集數                            | 集數 | 標題                                            | 播出日期       | 收視／份額 （18–49歲） | 收視 （百萬） | DVR （18–49歲） | DVR收視 （百萬） | 加總 （18–49歲） | 總收視 （百萬） |
| --------------------------------- | ---- | ----------------------------------------------- | -------------- | ---------------------- | ------------- | --------------- | ---------------- | ---------------- | --------------- |
| 罪惡崛起（Rise of the Villains）  |      |                                                 |                |                        |               |                 |                  |                  |                 |
| 23                                | 1    | 無可奈何…（Damned If You Do...）                | 2015年9月21日  | 1.6/5                  | 4.57          | 1.2             | 2.92             | 2.8              | 7.49            |
| 24                                | 2    | 當瘋子來敲門（Knock, Knock）                    | 2015年9月28日  | 1.6/5                  | 4.57          | 1.3             | 2.90             | 2.9              | 7.54            |
| 25                                | 3    | 含笑而終（The Last Laugh）                      | 2015年10月5日  | 1.5/5                  | 4.33          | 1.2             | 2.78             | 2.7              | 7.11            |
| 26                                | 4    | 反黑行動（Strike Force）                        | 2015年10月12日 | 1.5/5                  | 4.17          | 1.3             | 2.64             | 2.8              | 6.81            |
| 27                                | 5    | 不共戴天（Scarification）                       | 2015年10月19日 | 1.3/4                  | 4.19          | 1.1             | 2.43             | 2.4              | 6.62            |
| 28                                | 6    | 飛蛾撲火（By Fire）                             | 2015年10月26日 | 1.5/5                  | 4.32          | 1.1             | 2.43             | 2.6              | 6.76            |
| 29                                | 7    | 媽咪的小怪物（Mommy's Little Monster）          | 2015年11月2日  | 1.6/5                  | 4.27          | 1.1             | 2.77             | 2.7              | 7.04            |
| 30                                | 8    | 決勝前夕（Tonight's the Night）                 | 2015年11月9日  | 1.5/4                  | 4.11          | 1.2             | 2.70             | 2.7              | 6.81            |
| 31                                | 9    | 難以下嚥的苦果（A Bitter Pill to Swallow）      | 2015年11月16日 | 1.5/5                  | 4.35          | 1.1             | 2.46             | 2.6              | 6.79            |
| 32                                | 10   | 高譚之子（The Son of Gotham）                   | 2015年11月23日 | 1.4/4                  | 4.00          | 1.0             | 2.49             | 2.4              | 6.49            |
| 33                                | 11   | 罪上加罪（Worse Than a Crime）                  | 2015年11月30日 | 1.6/5                  | 4.51          | 1.0             | 2.43             | 2.6              | 6.93            |
| 罪惡之怒（Wrath of the Villains） |      |                                                 |                |                        |               |                 |                  |                  |                 |
| 34                                | 12   | 急凍人（Mr. Freeze）                            | 2016年2月29日  | 1.5/5                  | 4.12          | 1.0             | 2.44             | 2.5              | 6.57            |
| 35                                | 13   | 冰冷之軀（A Dead Man Feels No Cold）            | 2016年3月7日   | 1.5/5                  | 4.54          | 1.0             | 2.24             | 2.5              | 6.77            |
| 36                                | 14   | 初生牛犢不怕虎（This Ball of Mud and Meanness） | 2016年3月14日  | 1.3/4                  | 4.01          | 1.0             | 2.32             | 2.3              | 6.33            |
| 37                                | 15   | 畫作之謎（Mad Grey Dawn）                       | 2016年3月21日  | 1.3/4                  | 3.89          | 0.8             | 2.09             | 2.1              | 5.98            |
| 38                                | 16   | 囚徒（Prisoners）                               | 2016年3月28日  | 1.3/5                  | 3.80          | 0.8             | 1.92             | 2.1              | 5.73            |
| 39                                | 17   | 走進森林（Into the Woods）                      | 2016年4月11日  | 1.2/4                  | 3.71          | 0.9             | 2.08             | 2.1              | 5.79            |
| 40                                | 18   | 松林農場（Pinewood）                            | 2016年4月18日  | 1.2/4                  | 3.72          | 0.9             | 2.16             | 2.1              | 5.88            |
| 41                                | 19   | 死亡天使（Azrael）                              | 2016年5月2日   | 1.2/4                  | 3.59          | 0.9             | 2.18             | 2.1              | 5.77            |
| 42                                | 20   | 猛虎出籠（Unleashed）                           | 2016年5月9日   | 1.2/4                  | 3.67          | 0.9             | 1.94             | 2.1              | 5.61            |
| 43                                | 21   | 罪惡軍團（A Legion of Horribles）               | 2016年5月16日  | 1.3/4                  | 3.84          | 0.8             | 1.89             | 2.1              | 5.73            |
| 44                                | 22   | 峰迴路轉（Transference）                        | 2016年5月23日  | 1.2/4                  | 3.62          | 0.8             | 1.94             | 2.0              | 5.56            |
| 平均                              | 平均 | 平均                                            | 平均           | 1.4                    | 4.11          | 1.0             | 2.37             | 2.4              | 6.46            |

### 評價
在爛番茄網站上，《高譚》第二季獲得82%新鮮指數的評分，根據14篇評論。

## 外部連結
- 官方网站（英文）
- 《高譚》各集列表 来自互联网电影数据库（英文）